# Lyodesmus coriaceus
Lyodesmus coriaceus är en mångfotingart som först beskrevs av Carl Graf Attems 1944.  Lyodesmus coriaceus ingår i släktet Lyodesmus och familjen Oxydesmidae. Inga underarter finns listade i Catalogue of Life.